# Les Mamelles
Les Mamelles é um distrito de Seicheles localizada na região central da Ilha de Mahé com 1.668 km² de área.
Para 2021 a população foi estimada em 2,765 habitantes com uma densidade de 1,657/km², já de acordo com o censo de 2010 a população é de 2,667 habitantes com 1,325 sendo homens e 1,342 mulheres.